# 约翰·惠特克 (体操运动员)
约翰·惠特克（英語：John Whitaker，1886年4月9日—1977年5月21日），英国男子竞技体操运动员。他曾获得1912年夏季奥运会体操比赛男子团体全能铜牌。他也参加了1908年夏季奥运会。